# Pete Sandoval
Pete "Commando" Sandoval (ur. 21 maja 1969 w Santa Ana) - perkusista deathmetalowy, znany głównie z gry w zespole Morbid Angel. Jego pierwszym poważnym zespołem był grindcoreowy Terrorizer założony w 1987 roku. W 1988 roku dołączył do zespołu Morbid Angel. Uchodzi za jednego z prekursorów tzw. blast beats. Jest również jednym z pierwszych, który wykorzystał w muzyce metalowej triggery perkusyjne. Muzyk gra na bębnach firmy Ddrum i talerzach perkusyjnych Sabian, używa również pałeczek perkusyjnych firmy Pro-Mark model Hickory TX412W Liberty DeVitto oraz pedałów firmy Axis. 
W 2010 roku perkusista przeszedł operację kręgosłupa, przez co został wyłączony z działalności artystycznej. Dopiero na początku grudnia 2011 roku po odbytej rekonwalescencji pooperacyjnej ogłosił powrót do gry na perkusji. 
W grudniu 2013, David Vincent stwierdził, że Sandoval nie jest już członkiem Morbid Angel. Za powód rozstania podał nawrócenie się perkusisty na chrześcijaństwo.